# Bohuslav Balbín

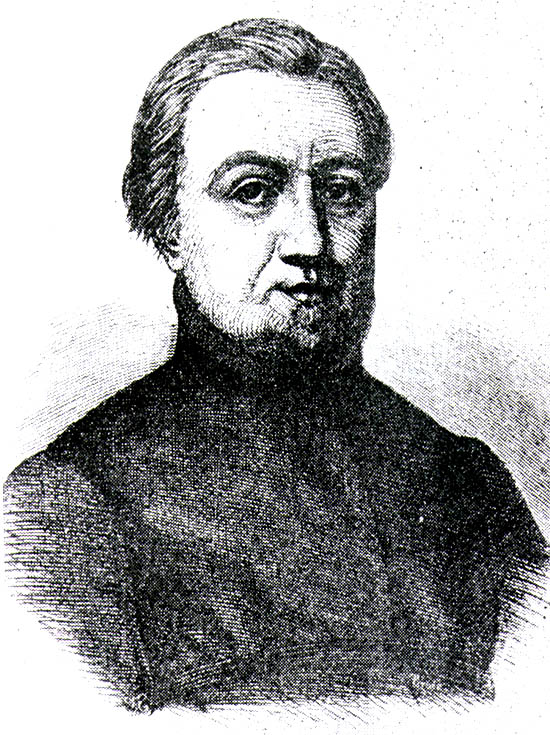

Bohuslav Balbín (3 de dezembro de 1621 – 28 de novembro de 1688) foi um historiador, jesuíta, literato, cartógrafo e patriota tcheco.
Denominado o "Plínio da Boêmia", foi autor da obra Vita beatae Joannis Nepomuceni martyris, obra esta publicada em Praga, em 1670, e foi em grande parte o responsável pelo desenvolvimento da lenda em torno de São João Nepomuceno.